# Pastinaca sylvestris
Pastinaca sylvestris är en flockblommig växtart som beskrevs av Garsault. Pastinaca sylvestris ingår i släktet palsternackor, och familjen flockblommiga växter. Inga underarter finns listade i Catalogue of Life.